# Grand Prix d'été de combiné nordique 1999
Navigation
1998 2000
L'édition 1999 du Grand Prix d'été de combiné nordique s'est déroulée les 22, 25 & 28 août 1999, en trois épreuves disputées sur trois sites différents, tous en Allemagne : l'épreuve porte aussi le nom de Mitteldeutscher Sommer Grand Prix 1999 (le Grand Prix d'été d'Allemagne centrale 1999).
Les épreuves se sont déroulées à Wernigerode, Oberhof et Klingenthal.
| \| Wernigerode Oberhof Klingenthal \| Les trois sites de compétition |
| Wernigerode Oberhof Klingenthal                                      |

## Calendrier
| Date           | Type d'épreuve                  | Nombre de partants | Nombre de nations représentées | Vainqueur       | Deuxième          | Troisième         | Leader du Grand Prix |
| 1. Wernigerode |                                 |                    |                                |                 |                   |                   |                      |
| 22 août 1999   | Épreuve individuelle K63/10 km  | 28                 | 5                              | Ronny Ackermann | Andreas Hartmann  | Jens Deimel       | Ronny Ackermann      |
| 2. Oberhof     |                                 |                    |                                |                 |                   |                   |                      |
| 25 août 1999   | Épreuve individuelle K120/5 km  | 48                 | 7                              | Ronny Ackermann | Jens Deimel       | Sebastian Haseney | Ronny Ackermann      |
| 3. Klingenthal |                                 |                    |                                |                 |                   |                   |                      |
| 29 août 1999   | Épreuve individuelle K120/15 km | 54                 | 7                              | Ronny Ackermann | Sebastian Haseney | Hannu Manninen    | Ronny Ackermann      |

## Classement
| Rang | Athlète           | Points |
| ---- | ----------------- | ------ |
| 1.   | Ronny Ackermann   | 420    |
| 2.   | Sebastian Haseney | 330    |
| 3.   | Jens Deimel       | 295    |
| 4.   | Ralf Adloff       | 216    |
| 5.   | Roman Perko       | 190    |
| 6.   | Andreas Hartmann  | 177    |
| 7.   | Jaakko Tallus     | 170    |
| 8.   | Jens Gaiser       | 169    |
| 9.   | Lucas Vonlanthen  | 149    |
| 10.  | Hannu Manninen    | 138    |